# Two to the Power of Love
Two to the Power of Love è un brano della cantante statunitense Janet Jackson in duetto con il cantante britannico Cliff Richard, estratto nel 1984 come secondo singolo dell'album Dream Street.

## Tracce
1. Two to the Power of Love
2. Rock 'n' Roll